# Зевальд, Вилли
Гильерме Рихард Франц (Вилли) Зевальд (нем. Guilherme Richard Franz (Willy) Seewald; 5 октября 1900, Фиалью, Риу-Гранди-ду-Сул — 2 февраля 1929, Порту-Алегри) — бразильский легкоатлет, выступавший в метании копья. Участник летних Олимпийских игр 1924 года.

## Биография
Вилли Зевальд родился 5 октября 1900 года на фазенде Фиалью в районе Такуара бразильского штата Риу-Гранди-ду-Сул в семье немецких эмигрантов.
В юности под влиянием братьев занимался футболом и гимнастикой. Работал в столярной мастерской своего отца.
В 1922 году выиграл неофициальный чемпионат Южной Америки по лёгкой атлетике в Рио-де-Жанейро в метании копья, показав результат 56,885 метра.
В 1924 году вошёл в состав сборной Бразилии на летних Олимпийских играх в Париже. В метании копья занял в квалификации 18-е место с результатом 49,39 метра, уступив 6,76 метра худшим из попавших в финал Юрьё Экквисту из Финляндии и Эрику Бломквисту из Швеции.
Умер 2 февраля 1929 года в бразильском городе Порту-Алегри от аппендицита.

## Личный рекорд
- Метание копья — 56,885 (1922, Рио-де-Жанейро)[4]

## Семья
Отец — Карл Роберт Зевальд, мать — Августа Фейстауэр Зеевальд. У Вилли была сестра Марта, братья Эдгар и Эрих.